# 2012年ロンドンオリンピックのラトビア選手団
2012年ロンドンオリンピックのラトビア選手団（2012ねんロンドンオリンピックのラトビアせんしゅだん）は、2012年7月27日から8月12日にかけてイギリスの首都ロンドンで開催された2012年ロンドンオリンピックのラトビア選手団、およびその競技結果。

## 概要
今大会は金1個、銅メダル1個の合計2個のメダルを獲得した。

## 選手団
- 人員: 選手 45人
- 開会式旗手: マテルティンス・プラビニス

## メダル
| メダル | 選手名                                          | 競技         | 種目    | 日付（現地） |
| ------ | ----------------------------------------------- | ------------ | ------- | ------------ |
| 金     | マーリス・シュトロムベルグス                    | 自転車       | 男子BMX | 8月10日      |
| 銅     | マテルティンス・プラビニス ヤニス・スメディンス | ビーチバレー | 男子    | 8月8日       |

## 種目別選手・スタッフ名簿及び成績

### 陸上競技
- Dmitrijs Jurkevičs （男子1500m） 3分41秒40 予選敗退
- イゴルス・カザケビツス （男子50km競歩） 4時間6分47秒
- Jānis Leitis （男子400m） 46秒41 予選敗退
- Arnis Rumbenieks （男子20km競歩） 1時間26分26秒
- Valērijs Žolnerovičs （男子マラソン） 途中棄権
- Mareks Ārents （男子棒高跳） 5.35m 予選敗退
- アイナルス・コバルス （男子やり投） 79.19m 予選敗退
- Zigismunds Sirmais （男子やり投） 記録なし 予選敗退
- イゴルス・ソコロフス （男子ハンマー投） 72.76m 予選敗退
- マリス・ウルタンス （男子砲丸投） 19.13m 予選敗退
- ワディムス・ワシレフスキス （男子やり投げ） 72.81m 予選敗退
- Edgars Eriņš （男子十種競技） 22位
- Dace Lina （女子マラソン） 2時間47分47秒
- Poļina Jeļizarova （女子3000m障害） 9分38秒56 決勝
- Agnese Pastare （女子20km競歩） 1時間31分54秒
- Lauma Grīva （女子走幅跳） 6.10m 予選敗退
- Līna Mūze （女子やり投） 59.91m 予選敗退
- Madara Palameika （女子やり投） 60.73m 決勝
- Sinta Ozoliņa-Kovala （女子やり投） 58.86m 予選敗退
- イネタ・ラデビカ （女子走幅跳） 6.88m 決勝
- アイガ・グラブステ （女子七種競技） 途中棄権
- ローラ・イカニエス（ 女子七種競技） 9位

### カヌー
- クリスツ・ストラウメ、アレクセイス・ルムヤンチェフス（男子スプリント・カヤックペア200m）11位

### 自転車
男子個人ロードレース
- アレクセイス・サラモティンス ……56位（5時間46分37秒、+40秒）

男子BMX
- マーリス・シュトロムベルグス……1位
- エドジュス・トレイマニス……準決勝敗退
- リハルデス・ヴェイデ……準決勝敗退

女子BMX
- サンドラ・アレクセイェヴァ……準決勝敗退

### 体操
- Dmitrijs Trefilovs（男子個人総合）予選敗退

### 柔道
- Konstantīns Ovčiņņikovs（男子81kg級）第2回戦敗退
- エフゲニス・ボロダフコ（男子100kg級）第2回戦敗退

### 近代五種
- Deniss Čerkovskis（男子）19位
- エレーナ・ルブレフスカ（女子）8位

### 射撃
- Afanasijs Kuzmins（男子ラピッドファイアピストル）予選敗退

### 競泳
- Uvis Kalniņš（男子100m自由形）49秒96 予選敗退
- Gabriela Ņikitina（女子50m自由形）26秒26 予選敗退

### 卓球
- マティス・ブルギス（男子シングルス）第2回戦敗退

### ビーチバレー
- マテルティンス・プラビニス、ヤニス・スメディンス（男子）銅メダル獲得
- アレクサンデルス・サモイロフス、Ruslans Sorokins（男子）第1回戦敗退

### ウエイトリフティング
- アルツルス・プレスニエクス（男子105kg級）7位

### レスリング
- アルマンズ・ズビブリス（男子フリースタイル84kg級）準々決勝敗退
- アナスタシア・グリゴルエワ（女子フリースタイル63kg級）準々決勝敗退